# ダッジ・カッパーヘッド
カッパーヘッド (Dodge Copperhead) は、クライスラーが開発しダッジブランドで発表したコンセプトカーである。改名後のコンセプトカー (Dodge Concept Car) という名称でも知られる。

## 概要
1997年の北米国際オートショーで発表されたオープンスポーツカー。先んじて登場していたバイパーの弟分にあたるモデルとして開発され、車名もバイパーと同様にヘビ（『カッパーヘッド』はアメリカマムシ属のヘビの名称）の名から与えられたものとなっている。
ボディスタイルはアメリカ車らしい独特なデザインを持っており、フロントマスクには異型のヘッドライトを備え、フェンダーには切り欠きのようなエアアウトレットが設けられている。リアエンド側もトランク上が凸型形状となっているなど、個性的なデザインとなっている。
インテリアはダッシュボードの中央が大きくえぐり取られた上でボディ同色に塗装され、そこにスピードメーターを始めとした4種類の大径メーターが収められている。
エンジンはアルミニウム製の2.7LV型6気筒DOHCが搭載され、5速MTと組み合わせられる。ブレーキは前後ともにディスク式。

## その後の変遷
『カッパーヘッド』の名称が、アメリカのロックバンド『ZZトップ』のビリー・ギボンズ (Billy Gibbons) が所有する1950年式フォード・クーペの名称として既に商標登録されていたため、ダッジではこの名称を公式に使用することができなくなった。そのため、一部のプレス向け資料や玩具においてダッジ・コンセプトカーという名称も用いられるようになった。
レースゲーム『グランツーリスモ』『グランツーリスモ2』には本車がコンセプトカー名義で収録されており、レーシングモディファイ仕様も登場している。
2000年頃の市販化を目指していたが最終的には断念された。その後はミシガン州オーバーンヒルズのウォルター・P.クライスラー博物館に公開展示されていたが、2016年12月に閉館となって以降は非公開で保管されている。